# Mounir Ait Hamou
Mounir Ait Hamou est un acteur belgo-marocain[réf. nécessaire] qui a grandi à Vilvorde dans le Brabant flamand.

## Filmographie
- 2006 : De hel van Tanger de Frank Van Mechelen
- 2009 : Les Barons de Nabil Ben Yadir : Aziz
- 2010 : 19:00 de Robin Pront : Yassin
- 2010 : Jusqu'à l'aube de Benjamin Duchâtel
- 2011 : Huit de Trèfle d'Adrien François
- 2011 : Le Raisin Rouge de Michael Davain
- 2011 : Mike de Lars Blumers : JC
- 2011 : Hand of the Devil d'Igor Sandman : le Kabbaliste
- 2014 : Image de Adil El Arbi et Bilall Fallah

## Théâtre
- 2010 : Geletterde mensen[1] de Tom Naegels.

## Nominations
| Année | Cérémonie          | Catégorie       | Film       | Résultat |
| ----- | ------------------ | --------------- | ---------- | -------- |
| 2011  | Magritte du cinéma | Meilleur acteur | Les Barons | Nommé    |